# Auxerrois

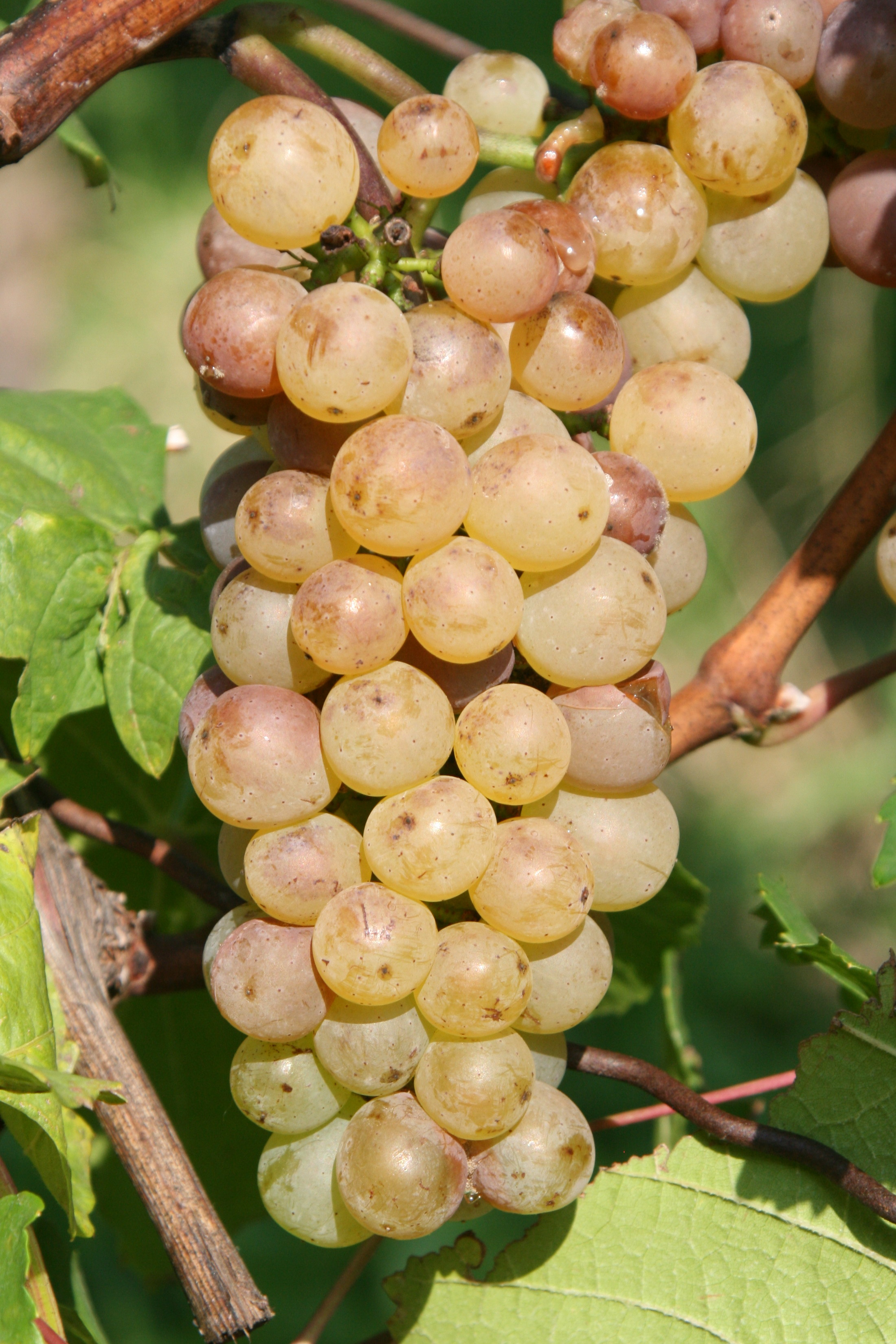
Auxerrois

Auxerrois är ett namn på vindruvor som i olika vinregioner används för att beteckna olika druvsorter:
1. I distriktet Cahors i Frankrike är det en synonym för den blå druvsorten Malbec.
2. Auxerrois Gris är i Alsace en synonym för Pinot Gris.
3. Auxerrois Blanc har förr utnyttjats som en synonum för Chardonnay
4. Auxerrois är en egen, grön druvsort som bland annat odlas i Alsace och Luxemburg och som har en släktskap med Pinot-familjens druvor. I Alsace blandas Auxerrois ofta in i viner som betecknas Pinot Blanc. När man vill undvika varje risk för förväxling med andra druvsorter utnyttjas dess fullständiga namn Auxerrois Blanc de Laquenexy